# 塞拉亞島
萨拉亚尔岛（Selayar）又译塞拉亚岛，是印度尼西亞的島嶼，由南蘇拉威西省萨拉亚尔群岛县負責管轄，長81.4公里、寬13.1公里，面積832平方公里，最高點海拔高度1,780米，人口約98,000，居民主要信奉伊斯蘭教。